# Liste der Einträge im National Register of Historic Places im Marion County (Arkansas)

Lage des Marion Countys in Arkansas

Diese Liste der Einträge im National Register of Historic Places im Marion County, Arkansas ist eine Aufstellung der 22 Anwesen und historischen Distrikte im Marion County des US-Bundesstaates Arkansas, die in das National Register of Historic Places eingetragen sind. Angegeben sind auch die geographischen Koordinaten, zumeist basierend auf dem Eintrag, den der National Park Service in einer Datenbank führt.

## Legende
| NRHP | Historic Place    |
| HD   | Historic District |

## Aktuelle Einträge
| [ 2 ] | Name                                   | Bild                     | Eintragsdatum                 | Lage                                                                                     | Ort       | Beschreibung |
| ----- | -------------------------------------- | ------------------------ | ----------------------------- | ---------------------------------------------------------------------------------------- | --------- | ------------ |
| 1     | Aggie Hall                             |                          | 4. Sep. 1992 ID-Nr. 92001115  | County Road 9 36° 8′ 30″ N, 92° 46′ 51″ W                                                | Bruno     |              |
| 2     | Aggie Workshop                         |                          | 4. Sep. 1992 ID-Nr. 92001113  | Highway 235 Spur 36° 8′ 32″ N, 92° 46′ 51″ W                                             | Bruno     |              |
| 3     | J.C. Berry's Dry Goods Store           |                          | 30. Mai 2003 ID-Nr. 03000468  | 331 Old South Main St. 36° 13′ 29″ N, 92° 40′ 53″ W                                      | Yellville |              |
| 4     | Bruno School Building                  |                          | 4. Sep. 1992 ID-Nr. 92001112  | County Road 9 36° 8′ 32″ N, 92° 46′ 49″ W                                                | Bruno     |              |
| 5     | Buffalo River State Park               | Buffalo River State Park | 20. Okt. 1988 ID-Nr. 78003461 | Buffalo National River 36° 4′ 41″ N, 92° 34′ 6″ W                                        | Yellville |              |
| 6     | Carter-Jones House                     |                          | 21. Juli 1987 ID-Nr. 87000979 | 30 Carter St. 36° 13′ 37″ N, 92° 41′ 0″ W                                                | Yellville |              |
| 7     | Cold Springs School                    |                          | 29. Okt. 1992 ID-Nr. 92001494 | Cold Spring Hollow, direkt östlich der Buffalo National River 36° 4′ 53″ N, 92° 28′ 1″ W | Big Flat  |              |
| 8     | Cotter Tunnel                          |                          | 19. Sep. 2007 ID-Nr. 07000961 | Under U.S. Highway 62 östlich der County Road 724 36° 16′ 41″ N, 92° 32′ 53″ W           | Cotter    |              |
| 9     | Cowdrey House                          |                          | 20. Juli 1978 ID-Nr. 78000609 | 1 Valley St. 36° 13′ 27″ N, 92° 40′ 48″ W                                                | Yellville |              |
| 10    | Crooked Creek Bridge                   |                          | 21. Jan. 2010 ID-Nr. 09001253 | U.S. Route 62 spur north over Crooked Creek 36° 14′ 52,9″ N, 92° 50′ 38,3″ W             | Pyatt     |              |
| 11    | Eros School Building                   |                          | 4. Sep. 1992 ID-Nr. 92001110  | County Road 9 36° 10′ 58″ N, 92° 51′ 0″ W                                                | Eros      |              |
| 12    | Estes-Williams American Legion Hut #61 |                          | 16. Feb. 2001 ID-Nr. 01000111 | Highways 62/412 36° 13′ 34″ N, 92° 40′ 49″ W                                             | Yellville |              |
| 13    | Fairview School Building               |                          | 4. Sep. 1992 ID-Nr. 92001116  | County Road 203 36° 20′ 2″ N, 92° 36′ 20″ W                                              | Fairview  |              |
| 14    | Hirst-Mathew Hall                      |                          | 4. Sep. 1992 ID-Nr. 92001114  | Highway 235 Spur 36° 8′ 31″ N, 92° 46′ 53″ W                                             | Bruno     |              |
| 15    | Layton Building                        |                          | 26. Apr. 1978 ID-Nr. 78000610 | 1110 Mill St. 36° 13′ 32″ N, 92° 40′ 57″ W                                               | Yellville |              |
| 16    | Marion County Courthouse               |                          | 19. Mai 1994 ID-Nr. 94000471  | Courthouse Square 36° 13′ 33″ N, 92° 40′ 55″ W                                           | Yellville |              |
| 17    | Pea Ridge School Building              |                          | 8. Juni 1993 ID-Nr. 93000486  | östlich der County Road 6, etwa 6,5 km südlich von Bruno 36° 5′ 41″ N, 92° 45′ 24″ W     | Bruno     |              |
| 18    | Pyatt School Building                  |                          | 4. Sep. 1992 ID-Nr. 92001111  | County Road 12 36° 14′ 38″ N, 92° 50′ 42″ W                                              | Pyatt     |              |
| 19    | Pyatt Tunnel                           |                          | 19. Sep. 2007 ID-Nr. 07000953 | etwa 1 Meile südlich des U.S. Highway 62 36° 14′ 31″ N, 92° 49′ 17″ W                    | Pyatt     |              |
| 20    | Rush Historic District                 | Rush Historic District   | 27. Feb. 1987 ID-Nr. 87000105 | Rush Rd. 36° 7′ 37″ N, 92° 33′ 10″ W                                                     | Yellville |              |
| 21    | Sunburst Shelter                       |                          | 4. Mai 1982 ID-Nr. 82002123   | Adresse nicht veröffentlicht                                                             | Summit    |              |
| 22    | US 62 Bridge over Crooked Creek        |                          | 9. Juni 2000 ID-Nr. 00000632  | U.S. Route 62 36° 14′ 45″ N, 92° 50′ 4″ W                                                | Pyatt     |              |

## Belege
1. ↑  Die Längen- und Breitengrade – geographische Koordinaten – in dieser Tabelle entstammen ursprünglich weitgehend den Daten, die im National Register Information System, hinterlegt sind. Diese stimmen in etwa 99 % mit den tatsächlichen Gegebenheiten überein. Etea ein Prozent der Einträge in das NRIS beinhaltet Tippfehler oder sonst ungenau Angaben. Viele der gelisteten Anwesen befinden sich jedoch bis zu 150  entfernt von den Angabn im NRIS, weil diese von den topograpischen Karten des United States Geological Survey hergeleitet sind und deswegen auf dem North American Datum of 1927 beruhen. Diese Koordinaten weichen vom WGS84 ab, das die meisten aktuellen online verfügbaren Kartendienste verwenden. Diese Abweichung ist nicht einheitlich in den gesamten Vereinigten Staaten; für Chicago sind die Angaben ziemlich genau, doch die Längengrade im Staat Washington sind um bis zu 4,5 Sekunden zu hoch und in Main um bis zu 2,0 Sekunden zu niedrig. Die Breitengrade differieren bis zu einer Sekunde in Florida. Die geographischen Koordinaten in der Liste sind teilweise nach WGS84 korrigiert.
2. ↑  Die Nummerierung in dieser Listenspalte ist an der vom National Park Service vorgelegten Reihenfolge der Einträge orientiert; die Farben unterscheiden verschiedene Schutzgebietstypen des Nationalparksystems mit landesweiter Bedeutung (z. B. National Historic Landmarks) von den sonstigen Einträgen im National Register of Historic Places.
3. ↑  National Register Information System. In: National Register of Historic Places. National Park Service, abgerufen am 13. März 2009 (englisch).

- Karte mit allen Koordinaten:
- OSM |
- WikiMap